# Караджалово
Караджалово е село в Южна България. То се намира в община Първомай, област Пловдив.

## География
Караджалово се намира на 7 км източно от Първомай.

## История
За пръв път името на селото се споменава в краткия регистър на джизието за вилаета Филибе/Пловдив/ от 1651 г., където е отбелязано под името Караджа Халил, като е пояснено, че е извън регистъра и не се води на отчет. Това обстоятелство ни навежда на мисълта, че към ср. на XVII в. селото е било с вакъфски статут, иначе не бихме могли да си обясним защо е отбелязано в споменатия документ, като в него то не се е водило на отчет и обитателите му не са били задължени да плащат данък джизие. Вакъфските села не са плащали този вид данък.
В самия документ четем дословно следното:Лист 2б:"...Споменатите села са /били/ извън регистъра. ...Село Караджа Халил/Караджалово/ – 4 ханета/къщи/.".
От самия регистър /документът се съхранява в Ориенталския отдел на НБ „Кирил и Методий“ – София, под сигнатура Ф.Пд 17/28 / се вижда, че към 1651 г., когато е съставян той, самото село е било обитавано едва от 4 християнски домакинства, като всяка една къща е трябвало да заплати по общо 270 акчета данък джизие на османската султанска хазна. /Лит.:Турски извори за българската история, том 8, Сф, 2001 г., стр.217, бел. № 80 – виж цитираните под линия бележки/. Останалите му жители са били мюсюлмани.
Отново името на селото се споменава в подробния описен регистър на извънредния данък „авариз“ за Пловдивско от 1695 г. От този регистър става ясно, че по време на съставянето му в края на XVII в., селото вече е с напълно мюсюлманско население. Документът се съхранява в Генералния държавен архив на Република Турция — в Истанбул, под сигнатура BOA MAD 3604, а Караджалово, отбелязано под името Караджа Али е посочено като селище, спадащо към нахия Караджа даг на каазата Филибе /Istanbul, BOA MAD 3604,p.26-42 с описите на селищата от нахия Караджа даг на каза Филибе. Документът не е публикуван и обнародван на български език./.
В този документ, конкретно за Караджалово, четем дословно следното:
"Каза Филибе, нахия Караджа даг. ...Село Караджа Али /Караджалово/. Къщи мюсюлмани – 3; общо войници /за войската от селото/ – 15 души; всичко/войници/ – 15/души/; рекрут яя мюселем/от селото/ – общо 13 души. Юруци – 2 къщи. Общо 5 къщи"/Лит.:Ede Universitesi edebiyat fakultesi yayinlari.Tarih incelemleri dergisi — cilt/volume XXII/22/,sayi/number 2,aralik/december 2007, Bornova — Izmir.Prof. Ahmet Ozgiray`a armagan — виж Turan Gokce – 1695 Tarihli mufassal Avariz Defterine Gore Filibe kazasinda nufus ve Yerlesme duzeni,p.95 – на турски език, б.а./.
До 1878 г. Караджалово е носело името Караджа Хамис. Освобождението го заварва със смесено население от българи и турци. Впоследствие през 80-те-90-те г. на XIX в. турското население напуска селото и се изселва в Турция. /Лит.:Георги Акабалиев – „Село Искра“, стр.19/.
Караджалово се намира на стика на три области и в разно време е било в състава на Старозагорска, Хасковска и Пловдивска област.
На землището на днешното село Караджалово се разполагали четири или пет селца. Помня само името на едното от тях — Желеплери. Когато барон Хирш построил железопътната линия от останалите селца хората се преселили по-близо до железопътната линия в Караджалово. Тъй като от турски на български „караджа“ се превежда като „сърна“ и железопътната спирка била наречена Сърно поле (Сърнено поле). Представителят на барон Хирш избрал да живее в българска къща, но хозяинът отказал, защото се опасявал да не се заглежда гостенинът в младите му и красиви снахи. В съседното Карасърли (Скобелево) освободили и му предоставили в ползване най-хубавата къща на селото. Така Скобелево станало гара, а Караджалово останало спирка, макар че Караджалово било значително по-голямо от Карасърли.
Тъй като много често хора, пътуващи за Караджалово, са пропускали да слязат на спирка Сърно поле, в началото на 60-те години спирката е била наречена на името на селото.
В началото на седемдесетте години /по думи на жители от селото въпросното събитие е станало през лятото на 1974 г./ селският биволски бик се измъкнал от обора и легнал на релсите. Станала железопътна катастрофа, при която 4-5 вагона дерайлирали — бикът загинал, но рогът му попаднал между реброто на колелото на локомотива и релсата. Шпалата не издържала, релсата се изместила и влакът дерайлирал. Наложило се почти половин ден да се прекъсва пътуването на влакове между Първомай и Димитровград, а знаменитият „Ориент експрес“ се наложило от Пловдив за Истанбул да пътува през Стара Загора и Димитровград. Сред жителите на околните села и тези на град Първомай, случката е известна под името „Чудото с Караджаловския бик“.
В края на Живковото време вторият перон в Караджалово беше обран и спирката престана да приема товарни вагони.

## Културни и природни забележителности
Празникът на селото се отбелязва на 24 май. Училището навърши 150 г. от създаването си.

## Спорт
Караджалово има свой собствен отбор по футбол – ФК Караджалово.